# أليس باول
أليس باول (بالإنجليزية: Alice Powell)‏ هي سائقة سباق بريطانية، ولدت في 26 يناير 1993 في أكسفورد في المملكة المتحدة.

## وصلات خارجية
- أليس باول على موقع Racing-Reference.info (الإنجليزية)
- أليس باول على موقع DriverDB.com (الإنجليزية)